# Casiano Floristán
Casiano Floristán Samanes (Arguedas, Navarra, 4 de noviembre de 1926 - Pamplona, 1 de enero de 2006) fue un teólogo español. Fue el primer presidente de la Asociación de Teólogos Juan XXIII. Fue hermano del geógrafo navarro Alfredo Floristán Samanes.

## Datos biográficos y académicos
En 1945 comenzó sus estudios de Ciencias Químicas en la Universidad de Zaragoza.
En el año 1956 fue ordenado sacerdote. 
Estudió teología en Innsbruck (Austria) y en Tubinga (Alemania), en cuya universidad se doctoró en el año 1959. Allí conoció a Karl Rahner, Hans Küng, Johann Baptist Metz. Con ellos codirigió la revista internacional de teología Concilium. Desde 1960 fue profesor en la cátedra de Teología Pastoral en la Universidad Pontificia de Salamanca.

### Asociación de Teólogos y Teólogas Juan XXIII
Fue uno de los impulsores de la Asociación de Teólogos y Teólogas Juan XXIII de la que fue presidente desde sus inicios en 1980 hasta 1988.

### Teología de la liberación
Casiano Floristán realizó numerosos viajes y mantuvo numerosos contactos con Latinoamérica y Estados Unidos. Participó en el origen de la teología de la liberación junto a personalidades como Gustavo Gutiérrez Merino, Segundo Galilea, Juan Luis Segundo, José Comblin y Virgilio Elizondo.

## Obra de Casiano Floristán Samanes

### Artículos
- En Dialnet se encuentra numerosos artículos de Casiano Floristán, algunos de ellos descargables
- 2006 - Hans Küng, un teólogo muy generoso Archivado el 24 de diciembre de 2009 en Wayback Machine., El Ciervo, ISSN 0045-6896, Nº 659, 2006, pags. 36-37
- 2004 - Centenario del teólogo Karl Rahner Archivado el 6 de agosto de 2009 en Wayback Machine., Iglesia viva, ISSN 0210-1114, Nº 220, 2004, pags. 113-114

### Libros
- 1968 -  Teología de la acción pastoral
- 1978 -  La evangelización, tarea de cristiano